# Sinka Károly
Sinka Károly (Bukarest, 1934. szeptember 28. – Szeged, 2007. március 2.) magyar színész, rendező, színigazgató.

## Életpályája
Tanulmányait a Szentgyörgyi István Színművészeti Főiskolán Marosvásárhelyen végezte el 1956-ban.
1956-ban a temesvári Állami Magyar Színház színésze volt. A következő nyolc esztendőben a marosvásárhelyi Székely Színház tagja volt. Ugyanebben a 8 évben a marosvásárhelyi Szentgyörgyi István Színművészeti Főiskolán tanított. 1965-1990 között a temesvári Állami Magyar Színház igazgatójaként működött. 1990-től a Szegedi Nemzeti Színháznál volt színész-rendező.

## Magánélete
Felesége Sinka Mária volt. Három gyermekük született; Zsuzsanna, Melinda és Zoltán.

## Színházi munkái

### Színészként
- William Shakespeare: II. Richárd
- Katz páter (Hašek–Burián: Svejk)
- Asztrov doktor (Csehov: Ványa bácsi)
- Rómeó (William Shakespeare: Rómeó és Júlia)
- Vajnonnen (Visnyevszkij: Optimista tragédia)
- Agárdi Péter (Heltai: A néma levente)
- Cassio (William Shakespeare: Othello)
- Teodoro (Lope de Vega: A kertész kutyája)
- Christian (Rostand: Cyrano de Bergerac)
- Ivanov (Csehov: Ivanov)
- Gerry (Gibson: Libikóka)
- Katona József: Bánk bán
- Higgins (Shaw: Pygmalion)
- Ladvenu (Shaw: Szent Johanna)
- Mick (Pinter: A gondnok)
- Ibsen: Peer Gynt
- Vladimir Benda (Daněk: Szünet után tör ki a háború)
- Nagyapuci (H. Barta Lajos: Balkánember)
- Párma grófja (Márai Sándor: Casanova)
- Angiolieri úr (Thomas Mann: Marió és a varázsló)
- Devignard (Bruno Jasienski: Próbababák bálja)
- Francis Nurse (Arthur Miller: A salemi boszorkányok)
- Erdész (Dobozy Imre: A tizedes meg a többiek)
- Öreg úr (Molnár Ferenc: Úri divat)
- Rendőrorvos (Molnár Ferenc: Üvegcipő)
- Bácsika (Galkó Balázs: Válás Veronában)
- Montserrat (Robles)
- Kőmíves Kelemen (Sárospataky István: Kőmíves Kelemenné)
- Dr. Lukácsy Péter (Székely János (költő): Irgalmas hazugság)
- Orvos (Illyés Gyula: Homokzsák, avagy nevetni könnyebb)

### Rendezőként
- Méhes György (író): 33 névtelen levél
- O’Casey: Bíbor por
- Szabó Lajos: Hűség
- Heltai Jenő: A néma levente
- Mikszáth Kálmán: A Noszty fiú esete Tóth Marival
- Richard Nash: Az esőhozó ember
- Friedrich Schiller: Ármány és szerelem
- Székely János (költő): Irgalmas hazugság
- Jó mulatást!
- Ruzante: A csapodár madárka (Egy kikapós menyecske története)
- Martos Ferenc: Lili bárónő
- Lakatos Menyhért: Átok és szerelem
- Tamási Áron: Énekes madár
- Koczka György: A művész ne legyen fuvola
- Ion Minulescu: Lassan a testtel
- Bakonyi Károly (író): Mágnás Miska
- Farkas Imre: Az iglói diákok

## Filmjei
- John Steinbeck: Egerek és emberek
- Jelenidő (1972)
- Harmadik nekifutás (1973)
- Itt nem lehet átmenni (1974)
- A birodalom hamvain keresztül (1976)
- A trombitás (1978)
- A ménesgazda (1978)
- Anyám könnyű álmot ígér (1979)

## Művei
- Mi dolgunk a világon? (verses nagylemez, 1980)